# Madri pericolose
Pour plus de détails, voir Fiche technique et Distribution.
Madri pericolose (traduction littérale en français « Mères dangereuses ») est un film italien réalisé par Domenico Paolella et sorti en 1960.

## Fiche technique
- Titre original : Madri pericolose
- Réalisation : Domenico Paolella
- Assistant-réalisateur : Tersicore Kolosoff
- Scénario : Sandro Continenza, Domenico Paolella, Sergio Sollima
- Décors : Alfredo Montori
- Costumes : Maria Pia Cohen
- Photographie : Raffaele Masciocchi
- Musique : Teo Usuelli
- Société(s) de production : Romana Film
- Pays d’origine :  Italie
- Langue originale : italien
- Format : noir et blanc — 35 mm — son mono
- Genre : comédie
- Durée : 95 minutes
- Dates de sortie :
  - Italie : 1960

## Distribution
- Evi Maltagliati : comtesse Alessandra Improta
- Ave Ninchi : Mattea Tornabuoni
- Dina Perbellini : comtesse Federica Ornano
- Nando Bruno : Paolo Rossi
- Delia Scala : Maura Ornano
- Mina : Nicoletta 'Nicky' Improta
- Diana Frank : Regina Elisabetta Tornabuoni
- Giovanna Avena : Giustina Rossi
- Mario Ambrosino : Alberto Improta
- Giulio Paradisi : Enrico Stampa
- Tullio Altamura (en) : Re Abdullah
- Riccardo Garrone : comte Massimo Soderini
- Riccardo Billi : Maldino
- Luisa Rivelli : Gloria Rossini
- Gabriele Tinti : Carlo Bianchi
- Franca Badeschi : Giusi Rossini
- Walter Santesso : Peppino appelé 'Dolce Vita'
- Edith Peters : Princesse Fatima
- Bruno Scipioni : un invité de la fête
- Litz Kibiska : Edvige
- Cecilia Micheletti
- Aristide Catani : assistant du roi Abdullah
- Antonio Acqua (en) : le majordome à l'Improta
- Umberto Fantoni
- Elli Parvo : la veuve Rossini
- Consalvo Dell'Arti : un invité de la fête
- Donatella Della Nora : un invité de la fête